# Guarabira
Guarabira este un oraș în Paraíba (PB), Brazilia.